# G'Angelo Hancock
Tracy G'Angelo Hancock (27 luglio 1997) è un lottatore statunitense, specializzato nella lotta greco-romana. Ha rappresentato gli Stati Uniti ai Giochi olimpici estivi di Tokyo 2020, concludendo al settimo posto nel torneo dei 97 kg. Ai mondiali di Oslo 2021 ha ottenuto il bronzo. Ai Giochi panamericani di Lima 2019 ha vinto l'argento, dopo essere rimasto sconfitto in finale contro il cubano Gabriel Rosillo. Vanta un oro, un argento e un bronzo ai Campionati panamericani. Attualmente è sotto contratto con la WWE
Hancock è sotto contratto con la WWE dall'agosto 2022 dove si esibisce con il ring name Tavion Heights.

## Palmarès
| Anno | Manifestazione          | Sede             | Evento | Risultato | Note |
| ---- | ----------------------- | ---------------- | ------ | --------- | ---- |
| 2016 | Mondiali junior         | Mâcon            | 96 kg  | Bronzo    |      |
| 2017 | Campionati panamericani | Lauro de Freitas | 98 kg  | Bronzo    |      |
| 2017 | Mondiali junior         | Tampere          | 96 kg  | 7º        |      |
| 2017 | Mondiali                | Parigi           | 98 kg  | 13º       |      |
| 2017 | Mondiali U23            | Bydgoszcz        | 130 kg | 10º       |      |
| 2018 | Mondiali                | Budapest         | 97 kg  | 23º       |      |
| 2018 | Mondiali U23            | Bucarest         | 97 kg  | 17º       |      |
| 2019 | Campionati panamericani | Buenos Aires     | 97 kg  | Argento   |      |
| 2019 | Giochi panamericani     | Lima             | 97 kg  | Argento   |      |
| 2019 | Mondiali                | Nur-Sultan       | 97 kg  | 15º       |      |
| 2020 | Campionati panamericani | Ottawa           | 97 kg  | Oro       |      |
| 2021 | Giochi olimpici         | Tokyo            | 97 kg  | 7º        |      |
| 2021 | Mondiali                | Oslo             | 97 kg  | Bronzo    |      |